# Enez
Enez je primorski grad u Turskoj,na europskoj obali Egejskog mora. Nalazi se na granici Turske i Grčke.
Grad je poznat po graničnoj liniji Enez - Midia, koja je bila granica između Osmanlijskog Carstva i Bugarske prema londonskom miru kojim je završen Prvi balkanski rat.